# Ekonjo
Ekonjo est une localité du Cameroun, située dans l'arrondissement de Buéa, le département du Fako et la région du Sud-Ouest.

## Population
La population est principalement constituée des Bakweri. Lors du recensement de 2005, on a dénombré 1362 personnes.